# تاکایوکی ساکازومه
تاکایوکی ساکازومه (انگلیسی: Takayuki Sakazume; ۳ سپتامبر ۱۹۷۲ – ) بازیگر اهل ژاپن بود.